# والكر إيفانز
والكر إيفانز (بالإنجليزية: Walker Evans )‏ (و. 1903 – 1975 م) هو مصور، ومصور أخبار، وصحفي أمريكي، ولد في سانت لويس، ميزوري، شارك في دوكومنتا 6 ‏، وكان عضوًا في الأكاديمية الأمريكية للفنون والعلوم، توفي في نيو هيفن، كونيتيكت، عن عمر يناهز 72 عاماً.

## التعليم
تعلم في كلية ويليامز، وأكاديمية فليبس.

## جوائز
حصل على جوائز منها:
- زمالة غوغنهايم.

## روابط خارجية
- والكر إيفانز على موقع الموسوعة البريطانية (الإنجليزية)
- والكر إيفانز على موقع ميوزك برينز (الإنجليزية)
- والكر إيفانز على موقع إن إن دي بي (الإنجليزية)
- والكر إيفانز على موقع ديسكوغز (الإنجليزية)